# 淺田正博
淺田 正博（浅田 正博、あさだ まさひろ、1945年10月25日-　）は、浄土真宗の僧、仏教学者。龍谷大学名誉教授。本願寺派勧学。大阪府因念寺住職。
大阪府出身。法名は恵真。龍谷大学大学院博士課程仏教学専攻満期退学の後、叡山学院講師・京都橘女子大学講師・京都精華大学講師・行信教校講師・大倉精神文化研究所研究員。1983年龍谷大学文学部専任講師、85年助教授、91年教授、短期大学部長。2003年「伝教大師最澄の研究 宗派意識の推移から見た最澄教学の展開」で龍谷大学文学博士。2014年定年退任。

## 著書
- 『仏教からみた修験の世界 『修験三十三通記』を読む 修験道教義入門』国書刊行会 2000
- 『生かされる命を見つめて 講話集』永田文昌堂 2003
- 『私の歩んだ仏の道』本願寺出版社 2005
- 『生かされて生きる どうして人を殺してはいけないのですか?』龍谷大学文学部仏教学科監修 探究社 龍谷大学仏教学レクチャーシリーズ「仏教と人生の課題」 2013

### 共著編
- 『やさしく語る親鸞聖人伝』瓜生津隆真,黒田覚忍,森田眞円,白川晴顕,清岡隆文, 貴島信行,浅井成海共著 本願寺出版社 2011
- 『戒律を知るための小辞典』編 龍谷大学仏教文化研究所 龍谷大学仏教文化研究叢書 2014

## 論文
- Cinii